# Thelairosoma lutescens
Thelairosoma lutescens là một loài ruồi trong họ Tachinidae.